# Cricotopus macraei
Cricotopus macraei är en tvåvingeart som beskrevs av Ole Anton Saether 1971. Cricotopus macraei ingår i släktet Cricotopus och familjen fjädermyggor.
Artens utbredningsområde är Manitoba. Inga underarter finns listade i Catalogue of Life.